# Relació de parella

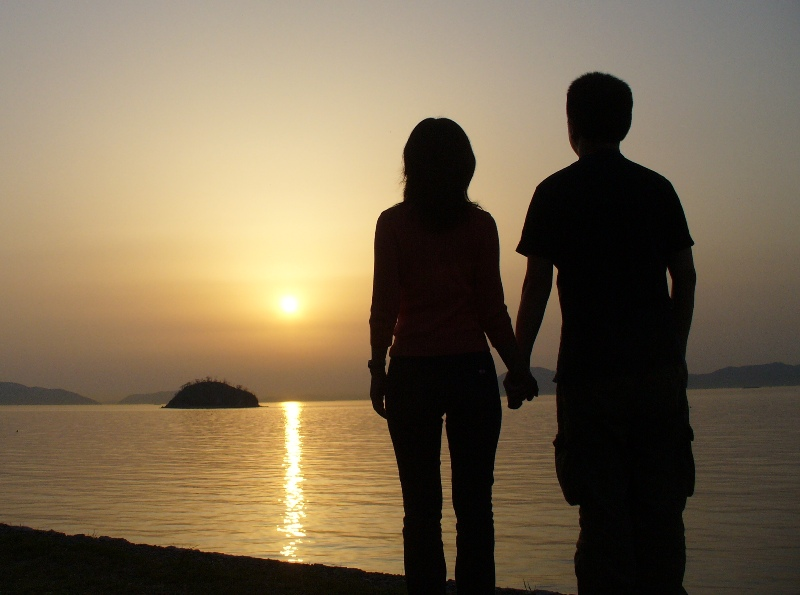
Una parella a la platja.

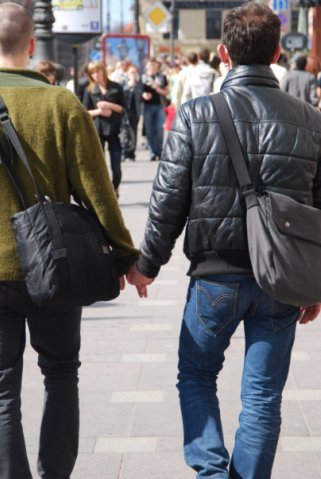
Una parella al carrer.

Una relació de parella, relació amorosa o simplement relació (per antonomàsia) és un vincle sentimental de tipus romàntic que uneix a dues persones. Dins del que s'entén per relació de parella apareixen el festeig i el matrimoni o la convivència. En les societats en què els individus trien la seva parella, el festeig és la forma més típica de conèixer-se i familiaritzar-se amb possibles parelles.
Una relació de parella pot estar formada per un home i una dona, per dos homes o per dues dones. Durant molts anys el matrimoni va estar limitat a les parelles heterosexuals; no obstant això, en els últims temps, diversos països han aprovat les unions civils i els matrimonis homosexuals. El registre i la formalització de la relació de parella resulten molt importants ja que tenen conseqüències legals i són claus per a l'adopció, la inscripció en obres socials, el repartiment de béns, etc. En estar en parella, una persona assumeix un compromís amb l'altra.
Un dels principis implícits en les relacions de parella del món occidental és la monogàmia: cada individu només manté relacions sexuals amb la seva parella. Violar la monogàmia sol ser motiu de ruptura. En alguns casos, els integrants de la parella accepten que l'altre tingui una vida sexual activa més enllà de la parella. D'aquesta manera, la relació de parella es qualifica com a oberta i el concepte de monogàmia deixa de tenir sentit.